# Eumelasina
Eumelasina é um gênero de mariposa pertencente à família Acrolophidae.